# Hovtashen (Shirak)
Hovtashen (in armeno Հովտաշեն?) è un comune di 321 abitanti (2001) della provincia di Shirak in Armenia.